# Пьянецца
Пьянецца (итал. Pianezza) — коммуна в Италии, располагается в регионе Пьемонт, в провинции Турин.
Население составляет 12 787 человек (2008 г.), плотность населения составляет 767 чел./км². Занимает площадь 17 км². Почтовый индекс — 10044. Телефонный код — 011.
Покровительницей коммуны почитается Пресвятая Богородица (Madonna della Stella), празднование 12 сентября.

## Демография
Динамика населения:

## Города-побратимы
- Лансинг, США[1]

## Администрация коммуны
- Официальный сайт: http://www.comune.pianezza.to.it